# Osek, Písek
Osek là một làng thuộc huyện Písek, vùng Jihočeský, Cộng hòa Séc.